# Edward Coke (1552–1634)
Edward Coke, vanligen kallad lord Coke, född den 1 februari 1552 i Mileham, Norfolk, död den 3 september 1634 i Godwick, Norfolk, var en engelsk domare och juridisk författare.

## Biografi
Coke gjorde en synnerligen snabb karriär som advokat, blev 1589 medlem av underhuset, utnämndes 1592 till solicitor general, 1593 till underhusets talman och 1594 till attorney general. Som kronans advokat i de många högförräderimålen från och med 1600 visade han en även för den tiden ovanlig hjärtlöshet. År 1606 blev han emellertid överdomare vid court of common pleas; och efter att förut ha varit ett föga nogräknat verktyg åt kungamakten, övergick han nu till att bli den mest ihärdige försvararen av den bestående rätten och undersåtarnas frihet gentemot Jakob I:s och sedermera Karl I:s försök till maktutvidgning. 
Coke behärskades härvid obestridligen av en ytterligt trång och pedantisk juridisk formalism och leddes i hög grad av yrkesavund mot de makter, som ville inkräkta på common law-domarnas befogenheter. Det är å andra sidan uppenbart, att just hans konservativa fasthängande vid den formalistiska sedvanerätten varit ett av de starkaste bålverken mot enväldets seger i England. Han fick sålunda – under ständiga tvister med Jakob I – flera viktiga rättsregler fastslagna, bland annat den att kungen inte av egen maktfullkomlighet kunde göra något straffbart som inte var det enligt allmän lag. 
År 1613 flyttades Coke mot sin vilja, genom sin ständige medtävlare Francis Bacons inflytande, till platsen som överdomare vid King's Bench, men blev samtidigt medlem av privy council. År 1616 bröt emellertid onåden in över honom, i det att han suspenderades från sitt domarämbete. Från 1620 var han en av oppositionens inflytelserikaste och djärvaste talare i parlamentet. Åren 1621–1622 hölls han också häktad i Towern. Det var på hans förslag, som den ryktbara petition of right 1628 blev antagen av parlamentet. Cokes anseende som jurist var länge nästan enastående, och faktiskt skapade han en god del av den på prejudikat uppbyggda engelska common law. 
Hans Reports (11 delar, 1600–1615; del 12–13 utgavs oavslutade efter hans död 1656 och 1659 – sedan kungen, som först bemäktigat sig dem, tvungits att lämna dem ifrån sig) är till formen referat av domar. Han har dock utvidgat dem till juridiska avhandlingar, och Coke har tydligen i många fall låtit sin egen mening träda i stället för domarens. Trots detta har stora delar därav åberopats som gällande rätt i flera hundra år. Cokes andra stora verk är Institutes of the laws of England (4 delar 1628–1644; av del 1 utkom 9:e upplagan 1680 och 19:e upplagan 1832), som består av juridiska avhandlingar (1:a delen, kallad Coke upon Littleton, är en långt äldre skrift, som Coke försett med kommentar) och lagar med kommentar.